# Drosophila paralatinokogiri
Drosophila paralatinokogiri är en tvåvingeart som beskrevs av Toyohi Okada 1991. Drosophila paralatinokogiri ingår i släktet Drosophila och familjen daggflugor.
Artens utbredningsområde är Filippinerna.